# Петровский (Советский район)
Петро́вский — хутор в Советском районе (городском округе) Ставропольского края Российской Федерации. Находился в составе муниципального образования «Сельское поселение Солдато-Александровский сельсовет» (упразднено 1 мая 2017 года).

## География
Расстояние до краевого центра: 164 км. Расстояние до районного центра: 27 км.

## Население
| 1925 | 1989 | 2002 | 2010 | 2014 |
| ---- | ---- | ---- | ---- | ---- |
| 141  | ↘123 | ↗140 | ↘120 | ↘100 |

По данным переписи 2002 года, 62 % населения — русские.

## Памятники
- Братская могила 9 советских воинов, погибших за освобождение х. Петровский от фашистских захватчиков. 1942, 1946 годы[8]

## Кладбище
Сельское кладбище (общественное открытое). Площадь участка 3630 м².